# إمارة براونشفايغ-فولفنبوتل
إمارة براونشفايغ-فولفنبوتل (الألمانية:Fürstentum Braunschweig-Wolfenbüttel)؛ هي أحد أقسام دوقية براونشفايغ لونيبورغ التي تميزت تاريخياً بعدة الانقسامات وإعادة التوحيد مرة أُخرى، حكمت العديد من فروع أسرة فلف المنطقة منذ 1269 حتى تفكك الإمبراطورية الرومانية المقدسة في 1806، وبعد مؤتمر فيينا تم خلق دولة خليفةً لها «دوقية براونشفايغ» في عام 1815.

## التاريخ
بعد منح أوتو الطفل حفيد هاينرخ الأسد أراضي له وذريته من بعده (الواقعة اليوم في ساكسونيا السفلى الشرقية وشمال ساكسونيا-أنهالت) على يد الإمبراطور فريدرخ الثاني في 21 أغسطس 1235 باعتباره أمير إمبراطوري تحت مسمى دوقية براونشفايغ لونيبورغ، تم تقسيم الدوقية بين أبنائه بين عامي 1267 و1269.
كان إنشاء الأول من قبل ابن أوتو ألبريخت الطويل الذي أخذ المناطق المحيطة بين براونشفايغ - فولفنبوتل وهكذا أصبح مؤسس أسرة فولفنبوتل القديم، في حين أخذ شقيقه الأصغر يوهان أراضي المحيطة حول لونيبورغ، ومؤسس أسرة لونيبورغ القديمة، في حين أصبحت مدينة براونشفايغ حتى حكم مشترك.
لاحقاً تم تقسيم إمارة فولفنبوتل بشكل متزايد خلال العقود التالية؛ على سبيل المثال: فروع غروبنهاغن وغوتينغن لفترة من الوقت، وأيضا في 1432 تم تقسيم أجزاء من الأراضي التي انضمت إلى شرق براونشفايغ الأوسط ولتشكل إمارة كالينبيرغ، ومع ذلك كان هناك المزيد من لم الشمل وتقسيم من جديد.
في هذه الأثناء أصبح الدوقات في نزاع مستمر مع مواطني بلدة براونشفايغ مما أدى في 1432 إلى انتقالهم إلى قلعة فولفنبوتل المائية التي تقع في مستنقع منخفض من نهر أوكار على بُعد 7.5 من جنوب براونشفايغ أصبحت القلعة مصممة هنا لدوقات براونشفايغ-لونيبورغ.
في أواخر القرن الخامس عشر بعد تقسيم إمارة براونشفايغ-كالينبيرغ-غوتينغن وتم منح فولفنبوتل إلى هاينرخ الأكبر، أعقب حكم دوقات هاينرخ الأصغر ويوليوس وهاينرخ يوليوس تم توسيع مكان إقامتهم في فولفنبوتل حتى أصبحت لها مكانة واسعة في ألمانيا.
مع 1500 أصبحت جزء من دائرة ساكسونيا السفلى داخل الإمبراطورية الرومانية المقدسة، بين عامي 1519 و1523 دخل أمراء فولفنبوتل في حرب مع إمارات هيلدسهايم ولونيبورغ ولكنها تمت هزيمتها هزيمة المدوية مع معركة زولتاو، إلا أنها أسفرت عن مكاسب إقليمية كبيرة تعود إلى براونشفايغ-فولفنبوتل.
وخلال حرب الثلاثين عاماً (1618-1648)؛ كان قلعة فولفنبوتل أقوى قلعة في شمال ألمانيا، لكنها نجت من الحرب التي ألحقت عليها أضرار جسيمة، وأيضا خلال الحرب انقراض هذا الفرع مع وفاة آخرهم في 1634.
في عام 1635 تولى أوغست الأصغر وهو من فرع لونيبورغ-دانينبيرغ زمام السلطة في فولفنبوتل وبذلك أسس فرع أسرة الجديد، وتحت حكمه واصلت فولفنبوتل إلى أقصى ذروتها الثقافية، وأكبر انجازاته هو إنشاء مكتبة فولفنبوتل كانت الأكبر في أوروبا في ذاك الوقت، وفي 1671 استطعت دوقات أسرة فلف من خلال جيوش مشتركة من ضم بلدة براونشفايغ إلى مجالاتهم.
في 1735 مع انقراض الفرع الأكبر بوفاة لودفيغ رودولف، تولى الفرع الأصغر «بيفيرن» زمام الأمور بعد أن كان الأمير متزوجاً عام 1712 من ابنة لودفيغ رودولف ومع ذلك أصبح حفيده كارل أمير فولفنبوتل أيضا في 1735 بعد وفاة والده في سبتمبر العام نفسه، ومع عام 1752 انتقلت الأسرة إلى قصر براونشفايغ وبذلك فقدت المدينة استقلالها شيئاً فشيئاً.
سياسياً مع زواج ابنة لودفيغ رودولف من أرشيدوق النمسا كارل (لاحقاً إمبراطور روماني مقدس) أصبح هناك تقارب كبير بين الدوقية والنمسا بحيث شاركت في حروبهم ضد العثمانيين والفرنسيين ولكن هذه سياسة بدأت تتغير مع صعود كارل الأول في 1735 شيئاً فشيئاً بعد يقلص نفوذه مع النمسا لصالح عدوها في ذاك الوقت بروسيا وذلك بسبب سياسات التزاوج بحيث كان متزوجاً من شقيقة فريدرخ العظيم وفي حين فريدرخ كان متزوجاً من شقيقته، وأيضا شاركوا أمراء فولفنبوتل مع بروسيا ضد النمسا وفرنسا في حرب السنوات السبع.
في 1806 بعد وفاة كارل فرديناند فيلهلم دوق براونشفايغ-فولفنبوتل احتلت القوات الفرنسية المنطقة وضمتها إلى مملكة فستفالن المنشأة حديثاً وبقيت كذلك حتى نهاية نابليون بونابرت في 1813.
بعد إنهيار نظام النابليوني أُعيد تأسيس الدولة إلى «دوقية براونشفايغ».